# Barret-de-Lioure
Barret-de-Lioure – miejscowość i gmina we Francji, w regionie Owernia-Rodan-Alpy, w departamencie Drôme.
Według danych na rok 1990 gminę zamieszkiwały 42 osoby, a gęstość zaludnienia wynosiła 1 osobę/km² (wśród 2880 gmin regionu Rodan-Alpy Barret-de-Lioure plasuje się na 1575. miejscu pod względem liczby ludności, natomiast pod względem powierzchni na miejscu 100.).